# Rafael José
Rafael José Díaz (Manatí, 22 de abril de 1955) es un Presentador, cantante , locutor, actor de teatroy Televisión portorriqueño hijo de padre dominicano. Es uno de los presentadores del Show de televisión Viva la Tarde.

## Biografía
Su padre, un médico proveniente de República Dominicana, fue el director médico del hospital de Manatí. Su familia se trasladó a Mayagüez, donde fue criado. 
Mientras vivía en Mayagüez, cantó y actuó en varios programas de radio y televisión, así como en shows de talentos escolares. 
Su reputación como un cantante de gran alcance le llevaron a San Juan, donde asistió a la escuela de medicina. 
Su familia apoyó su carrera de cantante con la condición de que terminase la carrera de odontología en la Escuela de Medicina de la Universidad de Puerto Rico. 
Interrumpió sus estudios durante casi ocho años, cuando su carrera como cantante despegó, pero finalmente terminó sus estudios  convirtiéndose en odontólogo (aunque rara vez ejerce su profesión en la actualidad).
Ganó el Festival OTI de 1980, celebrado ese año en Argentina, con el tema Contigo Mujer, compuesto por Ednita Nazario y Laureano Brizuela, canción que rápidamente alcanzó los primeros lugares de popularidad en las radios de su país. 
Otro éxito de radio fue "Yo Quiero Hacerte Olvidar" que fue el tema principal de la telenovela "Marta Llorens".
Más adelante comenzó a actuar en telenovelas como en Anacaona, Marta Lloréns, El ídolo, Julieta, Vivir para ti, Poquita cosa, Tiempo de vivir, Diana Carolina, Natalia, Escándalo o Yara prohibida donde interpreta el papel de Chema. 
En 1983  fue elegido como conductor del programa de televisión " A Millón " de la cadena WAPA TV en San Juan, junto con Héctor Marcano y Sonia Noemí, permaneciendo varias temporadas. Durante este tiempo, él y su entonces esposa, la actriz Magali Carrasquillo, tuvieron un hijo, Juan Pablo.
En 1986, José se unió al animador de televisión (y futuro senador) Roberto Vigoreaux en la realización de otro programa de juegos de WAPA-TV, Sábado En Grande, cuando " A Millón " fue trasladado a los domingos por la noche. 
Durante este tiempo, trabaja como actor en varias comedias de televisión, como El Cuartel de la Risa y Adultos Solteros. A finales de los años 90, fue contratado por Univisión en Miami.
Rafael José se convirtió en un rostro reconocible por el público latino de los Estados Unidos con el programa Tu Película.  
Más adelante se convierte en coanimador del programa matutino de Univisión, Despierta América.  
También para Univisión, en 1998, cubrió el Mundial de Fútbol de Francia como comentarista.
En 2005, animó con éxito el show Anda Pa'l Cara en Univisión-Puerto Rico. Actualmente es coanimador del programa "Qué Noche" transmitido por WIPR-TV en San Juan.
En 2013 protagonizó el musical La Jaula de las Locas con el personaje de Albin/Zazá en el Centro de Bellas Artes de San Juan.
En 2018, José fue uno de los presentadores y reporteros de televisión del programa de farándula y investigación  Lo Se Todo. 
Su trabajo allí provocó variadas reacciones del público en general, entre ellas la carta abierta de un espectador que se volvió viral en Internet, que le pedía que abandonara el programa.

## Discografía
Rafael José (1976)
Comenzar de nuevo (1977)
Rafael José (1978)
Rafael José (1980)
Fantasía (1986)
Interpreta a Bobby Capó (1990)
Boleros de América (1998)